# Palacio Zenteno
El Palacio Zenteno es un inmueble ubicado en la avenida Ejército Libertador, en el centro de la ciudad de Santiago, Chile. Construido en 1895 por la familia Herquíñigo Sanfuentes, en 1984 fue restaurado por la Dirección General de Movilización Nacional, institución que administra el edificio.

## Historia
Construida en 1895, perteneció de forma inicial a Mercedes Herreros, quien la heredó a su nieto Alejandro Herquíñigo Sanfuentes. En 1970 el Servicio de Reclutamiento y Estadística de las Fuerzas Armadas adquirió el inmueble a Víctor Herrera Le Fort. En 1984 comenzó su restauración, y en 1986 recibió su nombre en honor a José Ignacio Zenteno, ministro de Guerra del gobierno de Bernardo O'Higgins.

## Descripción
Presenta dos pisos, y una fachada de estilo ecléctico, en la que predomina el neoclásico, con elementos de orden jónico y corintio. Su acceso cuenta con peldaños de mármol y una puerta de doble hoja de caoba, y sus cuatro balcones cuentan con base de mármol y barandillas metálicas del modernismo.